# Lubai Mónika
Lubai Mónika (Eger, 1975. április 7. –) válogatott magyar labdarúgó, középpályás.

## Pályafutása

### A válogatottban
1997–98-ban két alkalommal szerepelt a válogatottban.

## Sikerei, díjai
- Magyar bajnokság
  - 2.: 1999–00, 2001-02
- Magyar kupa
  - győztes: 2002
  - döntős: 1997

## Statisztika

### Mérkőzései a válogatottban
| Magyarország | Magyarország        | Magyarország | Magyarország        | Magyarország | Magyarország | Magyarország | Magyarország | Magyarország |
| #            | Dátum               | Helyszín     | Hazai               | Eredmény     | Vendég       | Kiírás       | Gólok        | Esemény      |
| ------------ | ------------------- | ------------ | ------------------- | ------------ | ------------ | ------------ | ------------ | ------------ |
| 1.           | 1997. augusztus 10. | Csákvár      | Magyarország        | 0 – 4        | Ausztrália   | barátságos   | -            | lecserélve   |
| 2.           | 1998. május 3.      | Hrasnica     | Bosznia-Hercegovina | 0 – 9        | Magyarország | vb-selejtező | -            | 76'          |
|              | Összesen            |              |                     | 2            | mérkőzés     |              | 0            | gól          |